# Culeolus hospitalis
Culeolus hospitalis är en sjöpungsart som beskrevs av Monniot, F. 2003. Culeolus hospitalis ingår i släktet Culeolus och familjen lädermantlade sjöpungar. Inga underarter finns listade i Catalogue of Life.